# マウイ郡 (ハワイ州)
マウイ郡（英: Maui County）は、アメリカ合衆国ハワイ州の郡である。郡域はマウイ島、カホオラウェ島、ラナイ島、モロカイ島およびモロキニ島で構成されている（モロカイ島の一部はカラワオ郡になっている）。2010年国勢調査での人口は154,834人である。郡庁所在地はワイルクである。
アメリカ合衆国の統計上の「カフルイ・ワイルク・ラハイナ小都市圏」とはマウイ郡全体のことである。

## 郡政府
マウイ郡は郡長・郡政委員会方式に似た統治形式を採用している。伝統的な自治体政府とは異なり、州議会の法律によって設立され、認可を受けてはいない。行政権は4年任期で、無党派選挙で選出される郡長にある。郡長は連続して2期までの多選制限がある。立法権は9人の委員からなる郡政委員会にある。委員は住人である必要がある。しかしマウイ郡の有権者は候補者の住所に関係なく9人すべてを選ぶことができる。委員は2年任期で無党派選挙で選出される。委員は連続して5期までの多選制限がある。
1996年、「マウイ郡対トンプソン他事件」84 Haw. 105に対する判決がハワイ州最高裁判所より出され、マウイ郡憲章は強い郡政委員会と弱い郡長の形態を採ることを求めた。これは元郡長のリンダ・リングル（その後ハワイ州知事）が郡政委員会の承認無しに外部からカウンセラーを雇用したことを無効とするものだった。
現在のマウイ郡長は2011年1月2日以降アラン・アラカワである。アラカワは2002年から2006年まで郡長を務めたことがあった。
2004年アメリカ合衆国大統領選挙の際に、マウイ郡はアメリカ合衆国の郡で唯一民主党候補にデニス・クシニッチ（オハイオ州選出のアメリカ合衆国下院議員）を勝たせた郡である。クシニッチは最終的に指名を得られなかった。

## 地理
アメリカ合衆国国勢調査局に拠れば、郡域全面積は2,398.74平方マイル (6,212.7 km2)であり、このうち陸地は1,159.20平方マイル (3,002.3 km2)、水域は1,239.54平方マイル (3,210.4 km2)で水域率は51.67%である。マウイ郡の諸島は太古のマウイヌイと呼ばれる現在の諸島を包含していた陸地の名残である。

### 隣接する郡
- ハワイ郡 - 南東
- カラワオ郡 - 北
- ホノルル郡 - 北西

### 国立保護地域
- ハレアカラ国立公園
- カカハイア国立野生生物保護区
- ケアリアポンド国立野生生物保護区

## 人口動態
以下は2000年の国勢調査による人口統計データである。
| 基礎データ - 人口: 128,094人 - 世帯数: 43,507 世帯 - 家族数: 29,889 家族 - 人口密度: 43人/km2（110人/mi2） - 住居数: 56,377 軒 - 住居密度: 19軒/km2（49/mi2） 人種別人口構成 - アジア人: 33.01% - 白人: 28.90% - 太平洋諸島系: 10.72% - アフリカン・アメリカン: 1.40% - ネイティブ・アメリカン: 0.37% - その他の人種: 1.36% - 混血: 22.24% - ヒスパニック・ラテン系: 7.8% | 年齢別人口構成 - 18歳未満: 25.5% - 18-24歳: 7.7% - 25-44歳: 30.9% - 45-64歳: 24.4% - 65歳以上: 11.4% - 年齢の中央値: 37歳 - 性比（女性100人あたり男性の人口） - 総人口: 100.0 - 18歳以上: 100.2 世帯と家族（対世帯数） - 18歳未満の子供がいる: 33.0% - 結婚・同居している夫婦: 50.9% - 未婚・離婚・死別女性が世帯主: 12.0% - 非家族世帯: 31.3% - 単身世帯: 21.9% - 65歳以上の老人1人暮らし: 6.3% - 平均構成人数 - 世帯: 2.91人 - 家族: 3.41人 |

## 町

### 国勢調査指定地域

#### ラナイ島
- ラナイ・シティ

#### マウイ島
| - ハイク・パウウェラ - ハリイマイレ - ハナ - カアナパリ - カフルイ - カパルア | - キヘイ - ラハイナ - マアラエア - マカワオ - ナピリ・ホノコワイ - パイア | - プカラニ - ワイヘエ・ワイエフ - ワイカプ - ワイレア・マケナ - ワイルク - 郡庁所在地 |

#### モロカイ島
| - カウナカカイ | - クアラプウ | - マウナロア |

### その他の町
| - ハイク - ケオケア | - ナピリ - プウネネ | - ワイヘエ |

## 経済
往時はマウイ島のラハイナを中心とする捕鯨業があった。農業に関しては、サトウキビ・プランテーションはプウネネを最後に終了した。現在は観光業が中心で、最近マウイ郡政府はキヘイのハイテク産業にも力を入れている。

### 主要雇用主
2010年度マウイ郡包括的財政報告書によると郡内主要雇用主12傑は下表の通りである。
| 順位 | 雇用主                                                                   | 従業員数 |
| ---- | ------------------------------------------------------------------------ | -------- |
| 1    | ハワイ州政府                                                             | 6,112    |
| 2    | マウイ郡                                                                 | 2,874    |
| 3    | TS レストラン                                                            | 1,750    |
| 4    | グランド・ワイレア・リゾート・アンド・スパ                               | 1,400    |
| 5    | フェアモント・ホテルズ・アンド・リゾーツ                                 | 1,220    |
| 6    | アメリカ合衆国政府                                                       | 909      |
| 7    | マウイ・ランド・アンド・パイナップル・カンパニー                         | 800      |
| 7    | ハイアットリージェンシー・マウイ・リゾート・アンド・スパ                 | 800      |
| 9    | フォーシーズンズホテル・アンド・リゾーツ                                 | 650      |
| 10   | ハレ・マクア                                                             | 501      |
| 11   | ワイレア・ビーチ・マリオット・インターナショナル・リゾート・アンド・スパ | 403      |
| 12   | ドービン・D・リース・カンパニー                                          | 314      |

## 交通
マウイ島では2つの空港が定期便を受け入れている。
- カフルイ空港、マウイ島中部
- カパルア空港、マウイ島西部

ラナイ島にはラナイ空港がある。
モロカイ島にはモロカイ空港がある。

## 姉妹都市
マウイ郡は下記21の都市と姉妹都市を結んでいる。
- - フランス、アルビ
- - アメリカ領サモア
- - ペルー、アレキパ
- - フィリピン、イロコス・ノルテ州、バカラ
- - イギリス、スコットランド、エンボ
- - ポルトガル、フンシャル
- - 日本、東京都、八丈町（1964年8月10日に関係締結）
- - 中華人民共和国、海南省
- - 日本、沖縄県、宮古島市（旧平良市と1965年6月24日に関係締結）
- - スペイン、マドリード
- - フィリピン、マニラ
- - 中華民国、屏東県
- - フィリピン、プエルト・プリンセサ
- - チリ、ラパヌイ
- - フィリピン、ケソン
- - フィリピン、サンフアン
- - ポルトガル、アゾレス諸島、サンミゲル島
- - フィリピン、イロコス・スル州、サンティアゴ
- - フィリピン、サンバレス州
- - 中華人民共和国、中山市
- - メキシコ、グアダラハラ、シャパラ湖